# GWKS Rzeszów
Garnizonowy Wojskowy Klub Sportowy Rzeszów – polski wielosekcyjny wojskowy klub sportowy z siedzibą w Rzeszowie.
Klub powstał po przyjętej w 1949 reorganizacji kultury fizycznej w wyniku uchwały Biura Politycznego KC PZPR z września 1949.

## Piłka nożna
W sezonie 1952 utworzonej klasy I (trzeci poziom rozgrywkowy) GWKS Rzeszów wygrał sezon w grupie I, po czym triumfował w fazie finałowej rywalizując ze zwycięzcami pozostałych pięciu grup. Następnie przystąpił do rywalizacji o miejsce w II lidze rywalizując w dwumeczu z najniższej sklasyfikowanym zespołem województwa rzeszowskiego w sezonie II ligi 1952, którym byli Budowlani Przemyśl. W listopadzie 1952 GWKS przegrał oba spotkania: w Rzeszowie 0:1, a w Przemyślu 0:2. W tym sezonie zawodnikami drużyny byli: Szneider, Mosor, Kacy, Miechowicz, Smółka, Dybuła, Woźniak, Piwczyk, Ludwig, Lasek, Koźlik, Kowolik, Kawan, Dziuban. Funkcję trenera przed turniejem finałowym klasy I objął Włodzimierz Maurer.
W tym roku GWKS występował także w ramach Pucharu Polski edycji 1952, wyeliminowali Gwardię Rzeszów, Spójnię Rzeszów, po czym półfinale wojewódzkim, a zarazem finale na szczeblu miasta Rzeszów rywalizowali ze Stalą Rzeszów, remisując na stadionie Ogniwa Rzeszów 0:0 (mecz został przerwany po dogrywce wskutek zapadających ciemności), zaś w powtórzonym pojedynku ulegli 3:4 (do przerwy wygrywając 3:1).
W sezonie 1953 III ligi Rzeszowskiej drużyna GWKS Rzeszów triumfowała, nie przegrywając meczu w rozgrywkach. Mysiak, Kacy, Smółka, Woźniak, Baran, Kowolik, Ludwig, Surmiak, Prutek
Tym samym GWKS został historycznie pierwszym zwycięzcą ligi okręgowej rzeszowskiej. Następnie GWKS zwyciężył w barażach o II ligę. W ich pierwszej fazie pokonał Włókniarza Pabianice w dwumeczu (2:0, 1:2). W drugim etapie rywalizował w 4-zespołowej grupie finałowej, pokonując w niej m.in. Górnika Zabrze). Zajął w tej grupie pierwsze miejsce, uzyskując sportowy awans do II ligi edycji 1954. Tym samym rzeszowski klub został nieformalnym mistrzem trzeciej klasy rozgrywkowej w sezonie 1953. Drużynę prowadził wówczas trener Edward Mikusiński. Swój ostatni mecz w ww. finałowej rywalizacji finałowej o awans do II ligi zwycięska drużyna rozegrała pod nazwą KS Rzeszów. Jeszcze w trakcie całej rywalizacji w związku z ustaleniem nowego systemu rozgrywek o mistrzostwo Wojska Polskiego (w piłce nożnej, koszykówce, siatkówce, hokeju na lodzie) decyzją Ministerstwa Obrony Narodowej postanowiono, że wojskowe drużyny sportowe OWKS i GWKS nie będą brały udziału w państwowych ligach sportowych, a pion wojskowy w tych dziedzinach miał reprezentować CWKS. Wskutek tego GWKS Rzeszów został rozwiązany. Tym samym drużyna piłkarska nie przystąpiła do sezonu II ligi w 1954, a w jej miejsce został promowany zespół Ogniwa Wrocław. 
Ponadto w edycji Pucharu Polski 1953/1954 GWKS jako reprezentant województwa rzeszowskiego miał zapewnione miejsce w fazie na szczeblu centralnym, jednak wskutek na powyższe decyzje odgórne nie przystąpił do rozgrywek. W jego miejsce do rywalizacji w PP przystąpiła drużyna Stali Rzeszów w składzie wzmocnionym byłymi zawodnikami GWKS. Pierwotnie anonsowano także, że Stal Rzeszów analogicznie zajmie miejsce GWKS w II lidze, co jednak nie stało, się, gdyż w 1954 w II lidze występowało Ogniwo Wrocław.
Piłkarzami GWKS byli m.in. Maksymilian Komurkiewicz (później przeszedł do Górnika Glinika Gorlice), Prutek, Ryszard Mysiak.

## Inne sekcje
W klubie działały także sekcje: pięściarska (drużyna startowała w mistrzostwach województwa rzeszowskiego), gimnastyczna II klasy, hokeja na lodzie (zespół uczestniczył w lidze okręgowej rzeszowskiej).